# Épidémie de maladie à virus Marburg 2021 en Guinée
 Mise en garde médicale

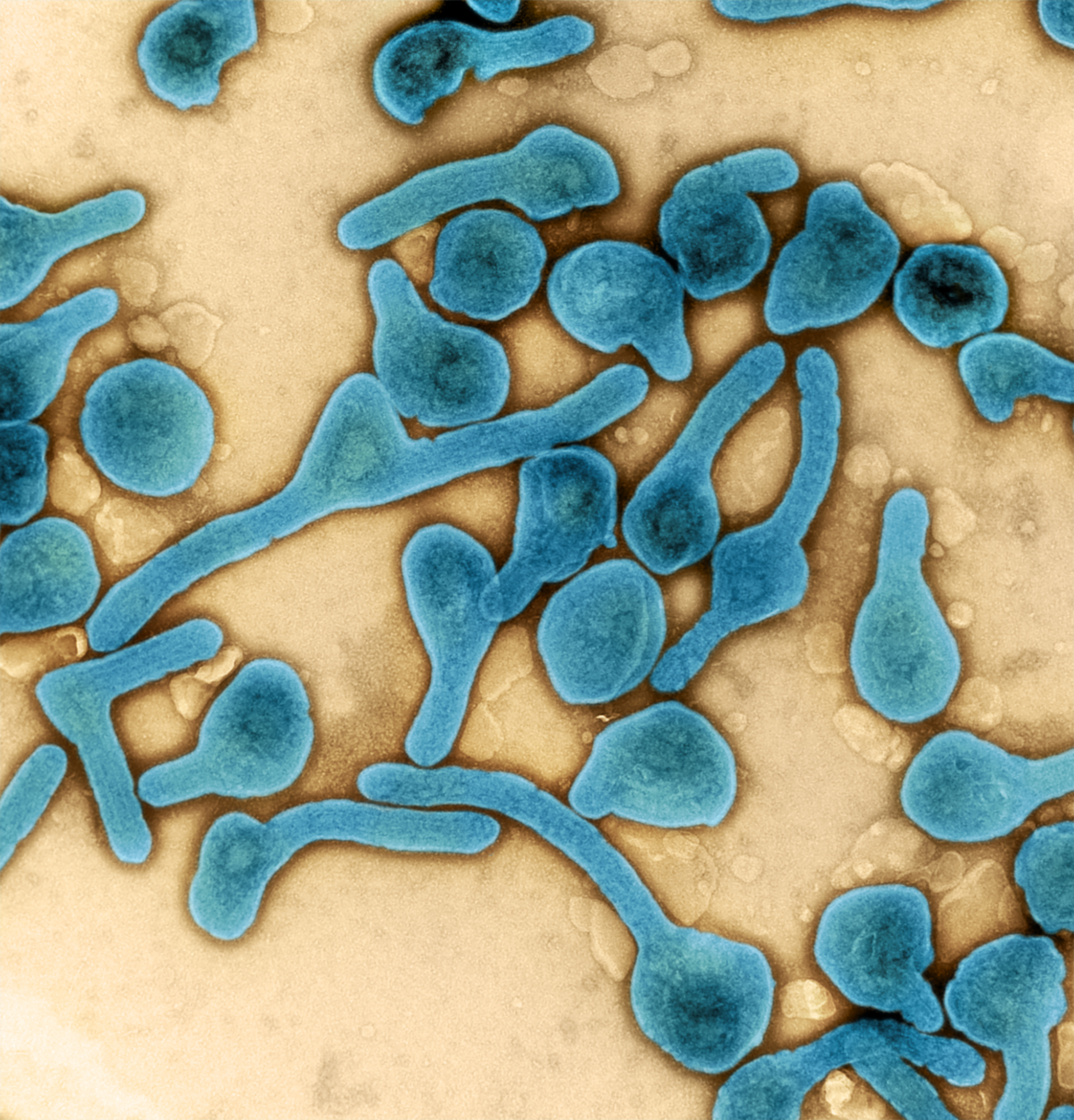

L'épidémie de maladie à virus Marburg dans le district de Guéckédou, en Guinée, a commencé en juillet 2021 et s'est terminée en septembre 2021. Un seul individu est tombé malade et est décédé du virus, sans autre cas connu.

## Contexte
La maladie à virus de Marburg (MVD) est une maladie à tendance épidémique très virulente, associée à un taux de létalité élevé de 24 à 90 %. Au début de la maladie, il est difficile de distinguer la maladie des autres maladies. Il n'existe pas de traitement spécifique ni de vaccin contre le virus de Marburg, bien que les soins de soutien augmentent les chances de survie. 14 épidémies de la maladie ont été signalées depuis 1967, date à laquelle elle a été détectée pour la première fois, principalement en Afrique subsaharienne.
L'espèce réservoir habituelle de la maladie est la chauve-souris roussette d'Égypte. Chez l'homme, il se transmet par contact direct avec les fluides corporels d'un individu infecté.
Guéckédou, le site de l'épidémie, avait récemment connu une épidémie d'Ebola, ainsi que la pandémie de Covid-19 en Guinée en cours.

## Épidémie
Le patient zéro, un agriculteur de 40 ans, a eu ses premiers symptômes le 25 juillet 2021. Le patient est décédé le 2 août. Le 3 août, un test de réaction en chaîne par polymérase (PCR) a été effectué, donnant un résultat positif pour le virus de Marburg le 5 août. L'OMS a été informée du premier cas le lendemain. Le 9 août, l'Institut Pasteur de Dakar au Sénégal a reconfirmé que le résultat était positif pour le virus de Marburg.
Les autorités sanitaires guinéennes ont effectué la recherche des contacts et surveillé 170 contacts connus à haut risque du cas index. Aucun nouveau cas n'a été détecté pendant deux fois la durée de la période d'incubation du virus, dans ce cas 42 jours, de sorte que l'épidémie a été déclarée environ six semaines après son début,.
Le directeur de l'OMS pour l'Afrique, Matshidiso Moeti, a notamment salué la réponse rapide et efficace de la Guinée à l'épidémie.